# Hiob (postać biblijna)

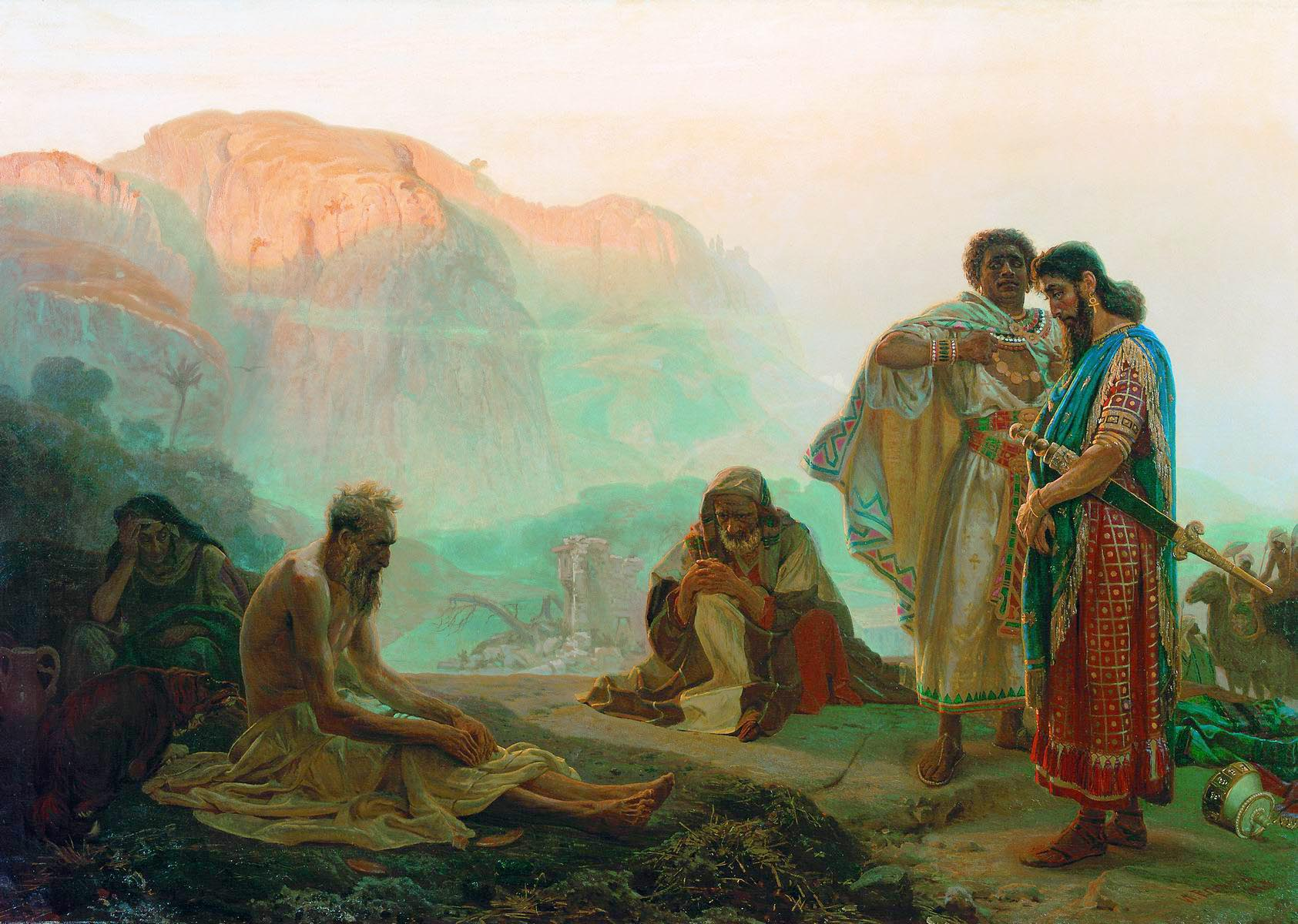
Hiob i przyjaciele (Ilja Riepin, 1869, Muzeum Rosyjskie w Sankt Petersburgu)

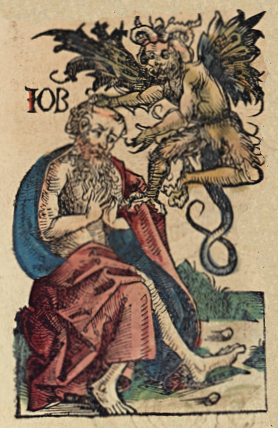
Hiob (ilustracja z Kroniki norymberskiej)

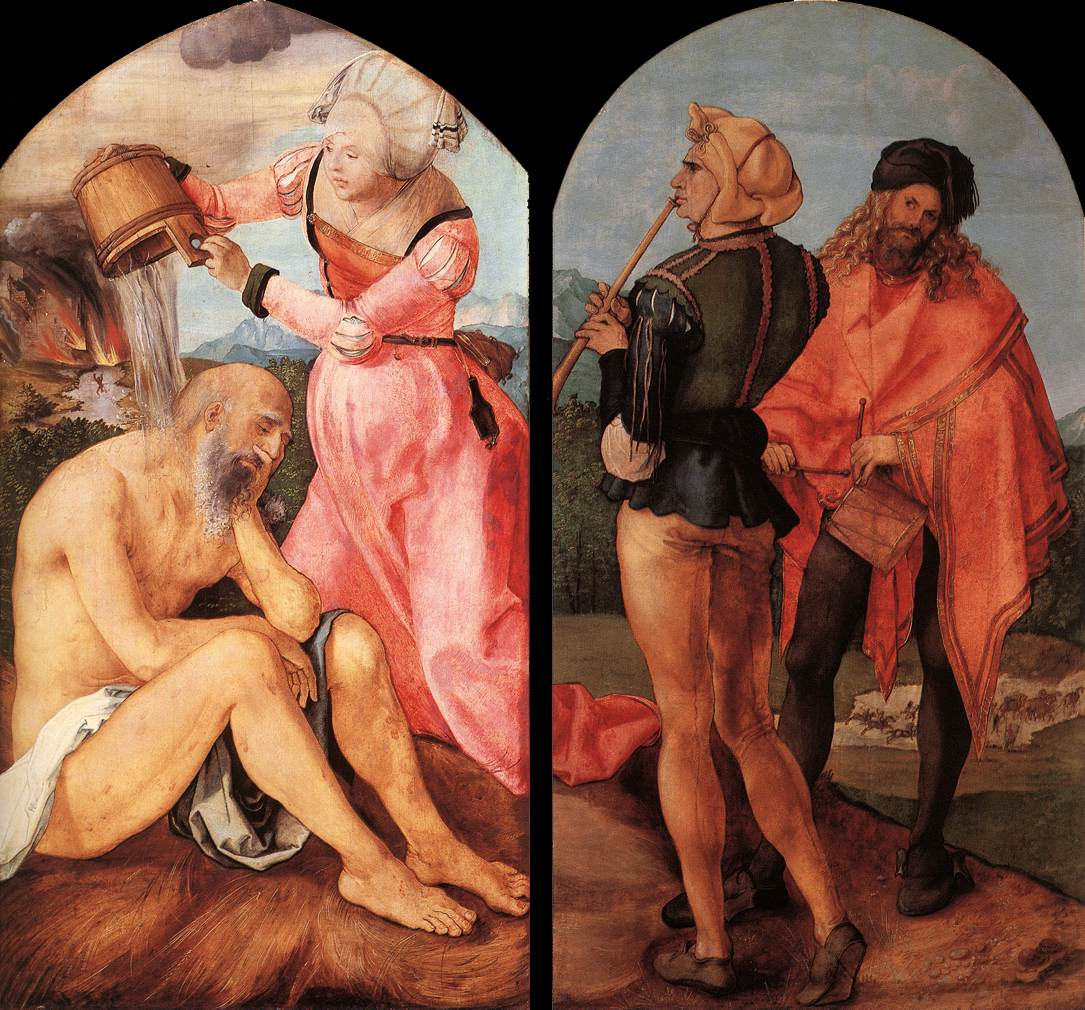
Hiob z żoną, skrzydło Ołtarza Jabacha (Albrecht Dürer, ok. 1504)

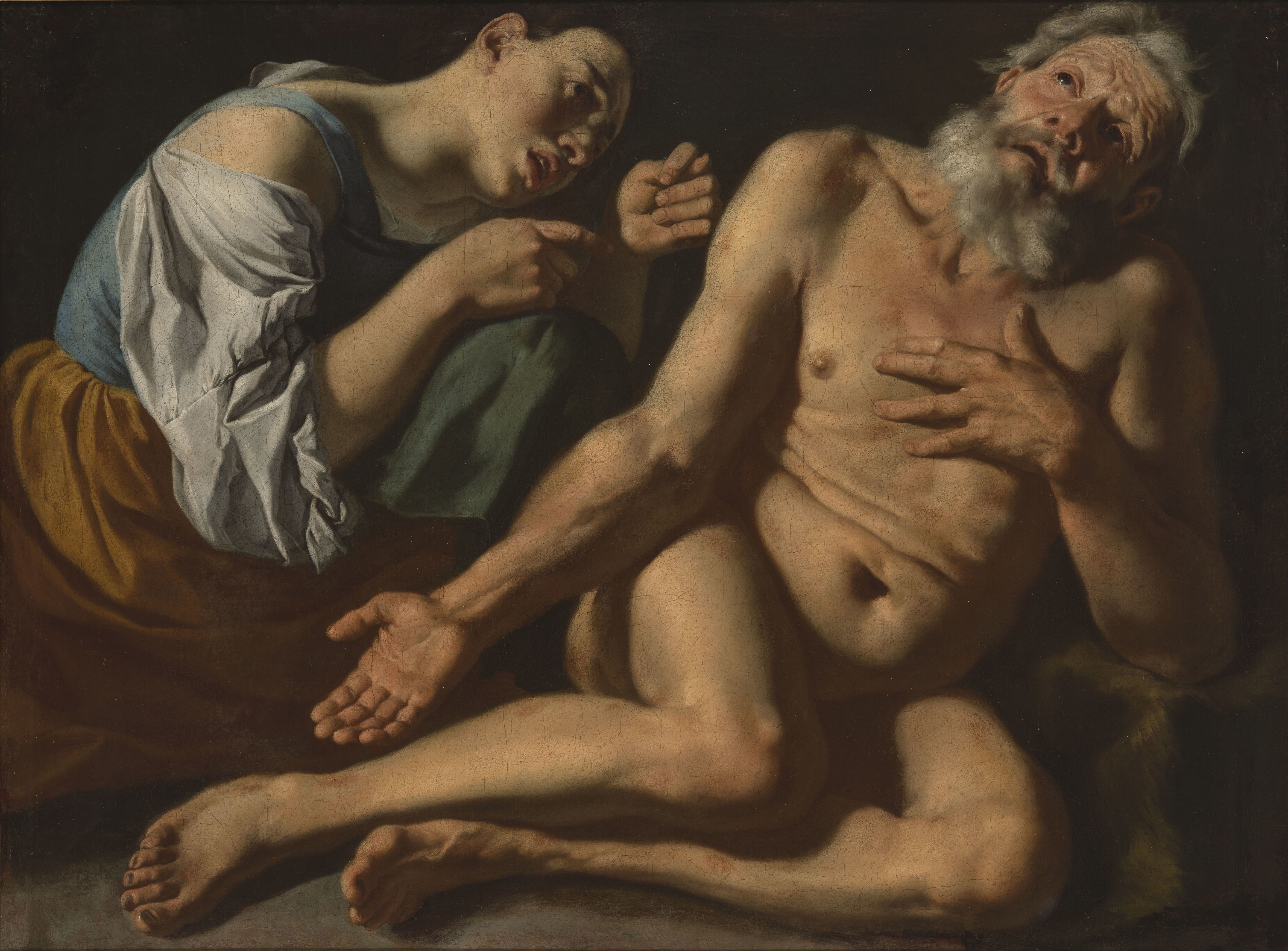
Hiob (Gaspare Traversi)

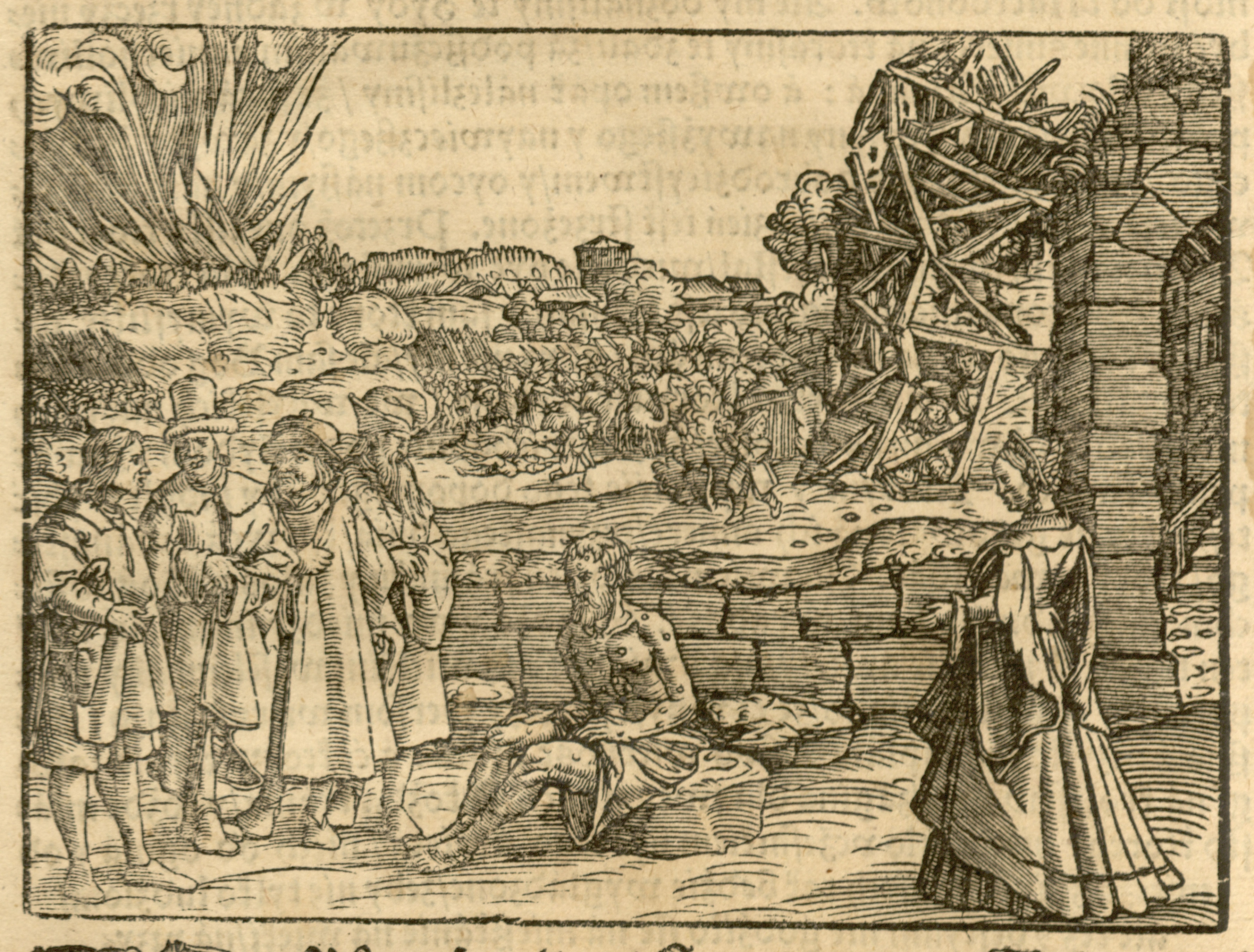
Biblia Leopolity – Hiob

Hiob, rzadziej Job (hebr. ‏אִיּוֹב‎) – postać biblijna, mieszkaniec ziemi Us (spotyka się także zapisy Uz i Uc), bohater starotestamentowej Księgi Hioba (Joba) powstałej ok. V wieku p.n.e.
Życie Hioba stało się przedmiotem zakładu między Bogiem a Szatanem (aczkolwiek nie jest to Szatan w dzisiejszym rozumieniu; jest on raczej wysłannikiem bożym, oskarżycielem). W wyniku tego zakładu Hiob został pozbawiony majątku i rodziny oraz dotknięty trądem, co miało wystawić jego wiarę na próbę. Mimo dotykających go nieszczęść i wątpliwości Hiob pozostał wierny Bogu, który nagrodził go za to przywróceniem zdrowia oraz nowym mieniem i potomstwem.
Według Biblii Hiob miał 10 dzieci – 7 synów i 3 córki.
Od jego imienia powstał w języku polskim związek frazeologiczny hiobowa wieść – zła, tragiczna wiadomość; również nazwa choroby - zespół Hioba - wzięła się od jego imienia.
Hiobowy problem dotkniętego nieszczęściem i zmagającego się z losem człowieka stał się motywem wielu utworów muzycznych, literackich i filozoficznych. Jego historia została opowiedziana również w apokryficznej Księdze Hioba z I wieku. W Kościele katolickim uważany za świętego, wspominano go 10 maja.

## Hiob w islamie
W Koranie Hiob występuje pod imieniem Ayūb (arab. ‏أيّوب‎) i jest jednym z proroków. W języku arabskim imię Hiob (Ayūb) jest symbolem cnoty cierpliwości (chociaż samego słowa tak się nie tłumaczy).
Fragmenty Koranu odnoszące się do Hioba:
- Hiob jako jeden z proroków: 4:163, 6:84
- próba i cierpliwość Hioba: 21:83-84, 38:41-44

## Motyw Hioba w sztuce i filozofii

### Renesans
- XVII tren Jana Kochanowskiego zawiera alegorię historii o Hiobie.
- Żywot św. JOBA w Żywotach Świętych Piotra Skargi
- Sonet II "Na one słowa Jopowe: Homo natus de muliere, brevi vivens tempore etc." Mikołaj Sęp-Szarzyński

### Romantyzm
- nawiązanie do postaci Hioba można odnaleźć w poemacie Ojciec zadżumionych Juliusza Słowackiego.
- nawiązanie do postaci Hioba można odnaleźć w poemacie Więzień Czyllonu George'a Gordona Byrona.

### Współczesność
- René Girard, Dawna droga, którą kroczyli ludzie niegodziwi (1985), przeł. M. Goszczyńska, wyd. Spacja, Warszawa 1992
- Karol Wojtyła – dramat Hiob z 1940
- Jerzy Prokopiuk – Bóg, Szatan, Hiob, 1999
- Jacek Kaczmarski – wiersz Hiob[3] z 1979 i Dzieci Hioba[4] z 1981
- Anna Kamieńska – tomik wierszy Drugie szczęście Hioba z 1974
- Carl Gustav Jung – Odpowiedź Hiobowi
- Leszek Kołakowski – Job – czyli antynomie cnoty
- Bogdan Ostromęcki – wiersz Hiob (w: Twój głos na każdej drodze lub Dom odnaleziony)
- Wisława Szymborska – wiersz Streszczenie (z tomu Sól, 1962)
- Joel Coen, Ethan Coen – film Poważny człowiek (ang. A Serious Man, 2009)
- Janko Polić Kamov - wiersz Job, 1907.
- Kinga Polit – cykl obrazów Hiob - Pytanie o nadzieję (Kraków, 2009)
- Joseph Roth – Hiob: powieść o człowieku prostym (niem. Hiob. Roman eines einfachen Mannes), Berlin 1930
- Jerzy Zawieyski - Mąż doskonały - Dramat w dwóch częściach z epilogiem (pięć obrazów i dwa intermedia) - 1945; premiera 1 kwietnia 1945 r. w Teatrze Starym w Krakowie